# Bonifác II.
Bonifác II. († 532) byl římským papežem od roku 530 (uvádí se 22. září) do roku 532 (uvádí se 17. říjen). Pocházel z ostrogótských předků. Byl vybrán již svým předchůdcem Felixem III. a dosazen s podporou ostrogótského krále, nikdy nebyl řádně zvolen. Proti němu byl postaven vzdoropapež Dioscuros, který však velmi záhy zemřel.